# Марк Кокцей Аниций Фауст Флавиан
Марк Кокцей Аниций Фауст Флавиан (лат. Marcus Cocceius Anicius Faustus Flavianus) — римский военный и политический деятель середины III века.
Его отцом или дядей был консул-суффект Квинт Аниций Фауст Паулин. В 251 году он занимал должность куратора африканского города Цирта. Примерно в это же время, между 250 и 252 годом, Флавиан находился на посту консула-суффекта.
Его братом был консул-суффект Секст Кокцей Аниций Фауст Паулин.